# Orquestra Filarmónica de Brno

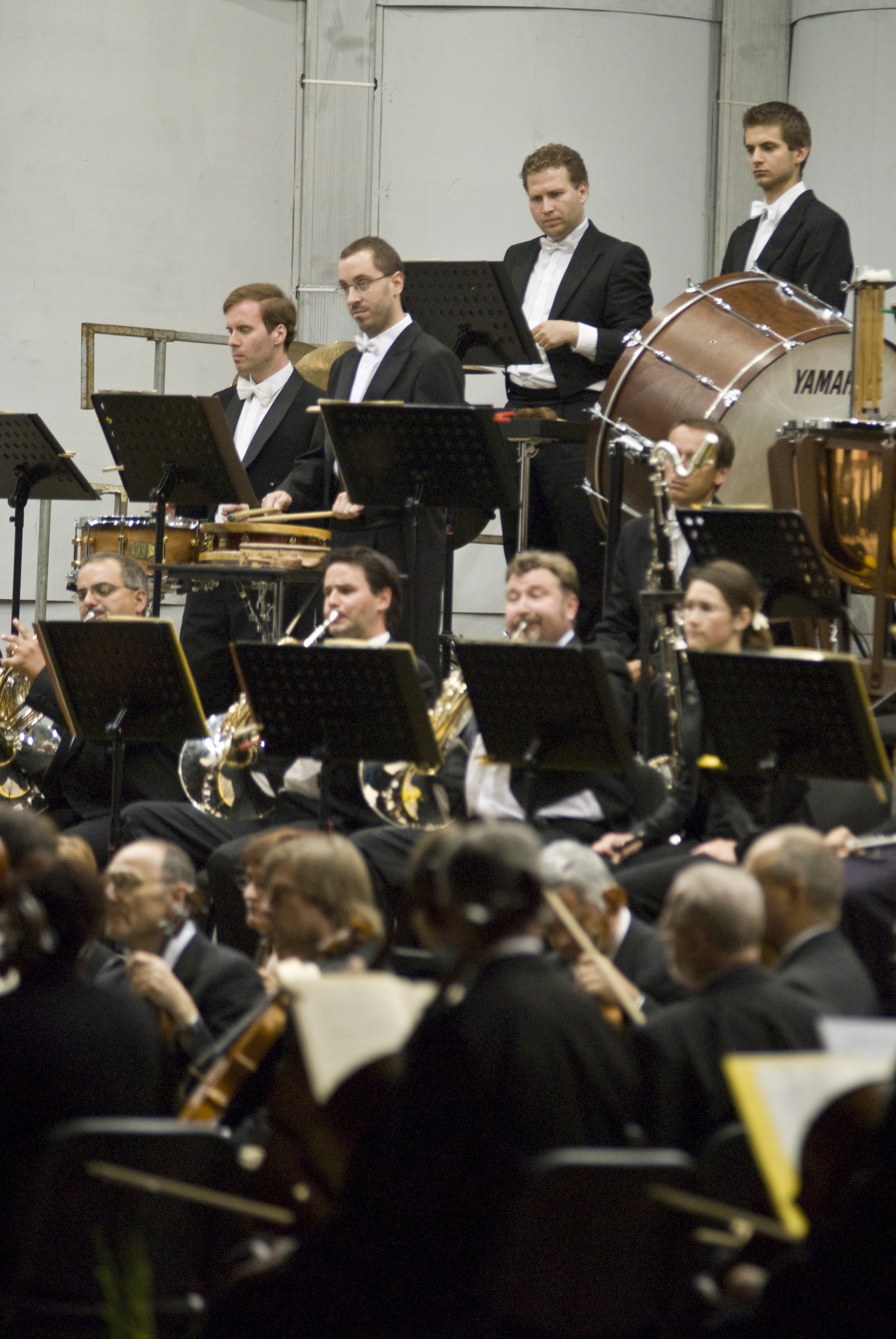
Orquestra Filarmónica de Brno

A Orquestra Filarmónica (português europeu) ou Filarmônica (português brasileiro) de Brno (em tcheco/checo:  Filharmonie Brno) é uma orquestra baseada na cidade de Brno, República Checa. A orquestra foi formada em 1956, tendo Břetislav Bakala sendo o primeiro maestro da orquestra. Desde 2009 o maestro principal da orquestra é Aleksandar Marković.

## Maestros
- Břetislav Bakala (1956-1958)
- Jaroslav Vogel (1959-1962)
- Jiří Waldhans (1962-1978)
- František Jílek (1978-1983)
- Petr Vronský (1983-1991)
- Leoš Svárovský (1991-1995)
- Otakar Trhlík (1995-1997)
- Aldo Ceccato (1997-2000)
- Petr Altrichter (2002-2009)
- Aleksandar Marković (2009-)

## Maestros Laureados
- Sir Charles Mackerras (2007–)
- Caspar Richter (2002)